# Mario Equicola
Mario Equicola, né vers 1460 à Alvito dans le Latium et mort le 26 juillet 1525 à Mantoue, est un humaniste et écrivain italien.

## Biographie
Il est l'un des élèves de Marsile Ficin. Il étudie le droit à l'université de Naples, où il prend le grade de docteur, et se rend ensuite à la cour des ducs de Ferrare et de Mantoue. On y admire beaucoup la douceur de son caractère, sa faconde, sa gaieté et ses bons mots, bien que ces derniers, à ce qu'on assure, fussent d'une crudité que des gens moins délicats que des princes auraient peine à goûter aujourd'hui. 
Il est l'un des conseillers les plus influents d'Isabelle d'Este dont il fut le précepteur avant d'en devenir le secrétaire et le fidèle confident. On lui reconnait alors un vrai talent de diplomate. 
Il compose pour la marquise de Mantoue un traité intitulé De la nature de l'amour. En 1505, il procède à une compilation de ses morceaux choisis, poèmes mis en musique. Il compose l'ode célébrant le mariage d'Alphonse d'Este et de Lucrèce Borgia en 1501, peut-être inspiré par Agostino Nifo, le sensel écrivain, auteur des Dialogues de l'Amour. 
Il a écrit, entre autres ouvrages Chronique de Mantoue (1521, in-4°), Instructions pour composer dans tous genres de vers en langue vulgaire (Milan, 1541, in-4°), Della natura d'Amore (1525, in-4°), ouvrage savant et grave sur un sujet léger, traduit en français par Chapuis (1584-1598). Nous ne pourrions, sans ingratitude, oublier notre apologie qu'il a publiée sous ce titre Apologie de Mario Equicola contre les médisants de la nation française (Paris, 1550). Michel Rete en a donné une traduction française (Paris, 1550, in-8°). Il a écrit aussi l'histoire d'un voyage pour un pèlerinage à la Sainte-Baume, l'ermitage de la Sainte Marie Madeleine, en Provence avec Isabelle, princesse d'Este et de Mantoue, et dont le titre est D. Isabellæ Estensis iter in Narbonensem Galliam (1523, in-4°). 

### Sources et bibliographie
- Grand dictionnaire universel du XIXe siècle